# 케이블 앤드 와이어리스
케이블 앤드 와이어리스(Cable & Wireless plc)는 영국의 전기 통신 회사였다. 1980년대 중반에 영국 최초로 브리티시 텔레콤(자회사 머큐리 커뮤니케이션스를 통해)에 대체 전화 서비스를 제공했다. 이 회사는 나중에 고객에게 케이블 TV를 제공했지만 2000년에 케이블 자산을 NTL에 매각했다. 이 회사는 영국 통신 시장과 특정 해외 시장, 특히 이전에 독점적 지위를 차지했던 카리브해의 이전 영국 식민지에서 중요한 역할을 했다. 또한 세인트헬레나와 포클랜드 제도를 포함한 영국령 남대서양의 주요 통신 공급업체이기도 했다. 런던 증권거래소에 상장되었고 FTSE 100 지수의 구성 요소였다.
이 회사는 2010년 3월에 분사되었고, 국제 사업부는 케이블 앤드 와이어리스 커뮤니케이션스(Cable & Wireless Communications)로 분리되어 2015년에 리버티 글로벌에 인수되었다가, 2018년에 리버티 글로벌에서 리버티 라틴 아메리카(Liberty Latin America)로 분사되었고, 케이블 앤드 와이어리스 사업의 나머지 부분은 케이블 앤드 와이어리스 월드와이드(Cable & Wireless Worldwide)가 되었고 2012년에 보다폰에 인수되었다.